# Hydrangeoideae
Hydrangeoideae es una subfamilia de plantas perteneciente a la familia Hydrangeaceae.

## Tribus
Contiene las siguientes tribus:
- Hydrangeeae
- Philadelpheae